# Day Heights (Ohio)
Day Heights es un lugar designado por el censo ubicado en el condado de Clermont en el estado estadounidense de Ohio. En el Censo de 2010 tenía una población de 2620 habitantes y una densidad poblacional de 858,73 personas por km².

## Geografía
Day Heights se encuentra ubicado en las coordenadas 39°10′32″N 84°13′39″O / 39.17556, -84.22750. Según la Oficina del Censo de los Estados Unidos, Day Heights tiene una superficie total de 3.05 km², de la cual 3.05 km² corresponden a tierra firme y (0%) 0 km² es agua.

## Demografía
Según el censo de 2010, había 2620 personas residiendo en Day Heights. La densidad de población era de 858,73 hab./km². De los 2620 habitantes, Day Heights estaba compuesto por el 97.02% blancos, el 1.34% eran afroamericanos, el 0.15% eran amerindios, el 0.46% eran asiáticos, el 0% eran isleños del Pacífico, el 0.31% eran de otras razas y el 0.73% pertenecían a dos o más razas. Del total de la población el 1.56% eran hispanos o latinos de cualquier raza.